# 혈전

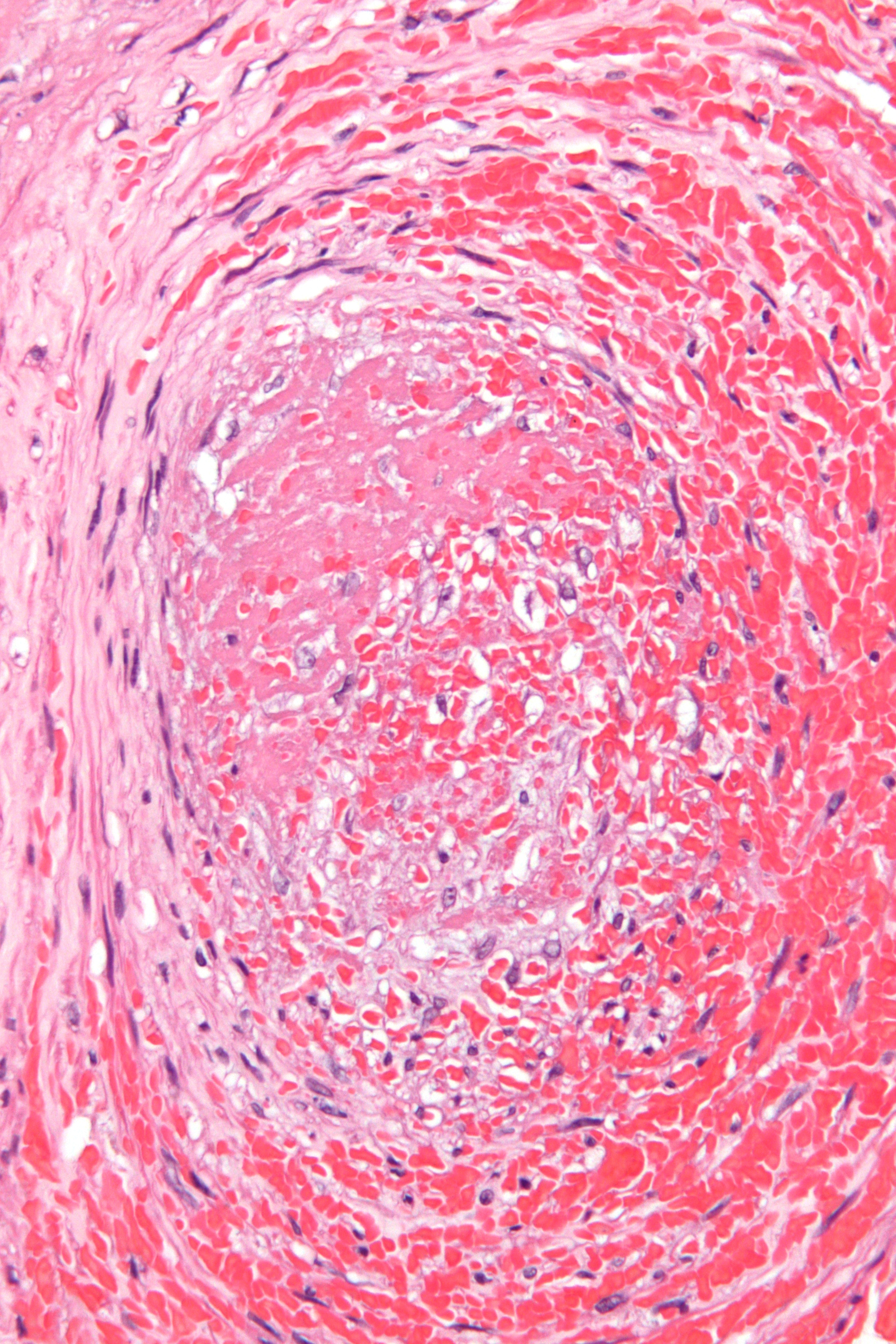
태반 조직을 H&E 염색법으로 염색하여 현미경으로 관찰한 모습. 가운데 부분이 혈관 내 생성된 혈전이다.

혈전(血栓, 영어: thrombus, 복수형: thrombi) 또는 피덩이(영어: blood clot, 피떡, 혈병(血餠))는 혈액 응고 과정을 통해 혈액이 지혈되어 생성된 최종 산물이다. 이 물질은 혈액의 응고 기전(즉, 응고 인자)이 활성화되어 혈소판 및 피브린이 모여 응집을 일으킨 암적색을 띠는 덩어리이다. 채혈한 혈액을 별도의 처리없이 방치할 경우 응고되어 생긴 것을 흔히 혈병이라고 하며 체내에서 생성된 것을 혈전이라고 한다. 체내에서 생성된 이 덩어리는 보통 섬유소 용해 과정을 통해 자연스럽게 소멸되나, 병적으로 생성된 경우에는 생성량이 증가하여 체내에서 모두 용해시킬 수 없어 온몸을 떠돌다 혈관을 막아 뇌졸중, 심근경색 등 여러 가지 질병을 유발하는 위험한 물질이다.

## 혈액 응고 과정[3]
1. 혈관이 손상되면 혈관내피세포 밑의 아교질이 노출되고, 이에 혈소판이 부착하여 활성화 상태가 된다.
2. 혈소판 속 효소가 방출되어 칼슘이온과 함께 프로트롬빈(비활성 상태 효소)을 트롬빈(활성 상태 효소)으로 전환시켜 준다.
3. 트롬빈이 피브리노겐(원형단백질)을 피브린(선형단백질)의 형태로 전환시켜 준다.
4. 피브린이 혈구와 엉켜 혈병을 생성하고 혈병생성부위가 수축하여 지혈작용을 한다.

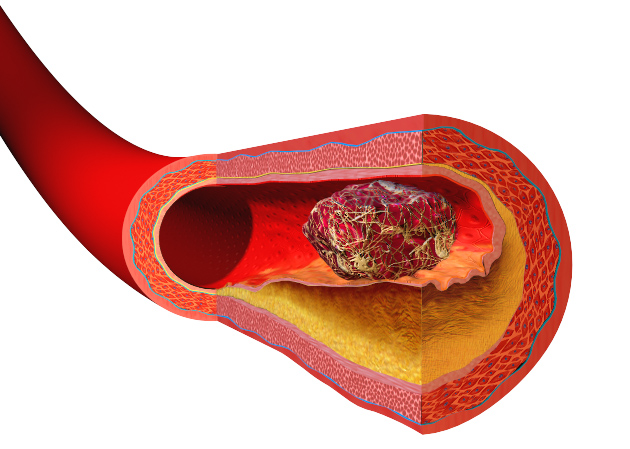
동맥 혈관 노폐물에 혈전이 생성된 것을 표현한 그림

## 같이 보기
- 색전(embolus)
- 혈전증(thrombosis)
- 색전증(embolism)
- 혈전색전증(thromboembolism)